# Zlaté Hory
Zlaté Hory (tjeckiska 1869–1948: Cukmantl, tyska: Zuckmantel, polska: Złote Góry, schlesiska: Cukmantel) är en stad i distriktet Jeseník i regionen Olomouc med 3 944 invånare (2016). Staden i Zlatohorská vrchovina, en del av Altvatergebirge, var centrum för den tidiga schlesiska guldbrytningen.

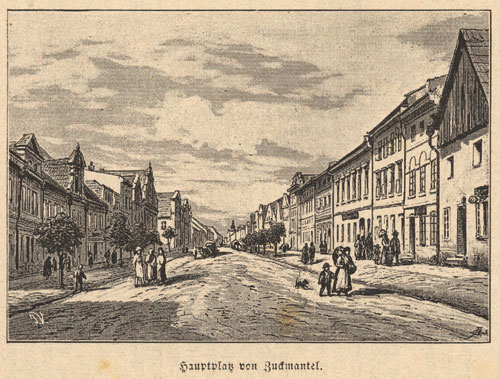
Huvudgatan i Zlaté Hory, slutet av 1800-talet.